# Rondo en ut mineur de Bruckner
Le Rondo en ut mineur, WAB 208, pour quatuor à cordes d'Anton Bruckner a été composé en 1862, mais n'a été exécuté en public qu'en 1984, longtemps après la mort du compositeur. Une édition critique en a été publié l'année suivante, et l'œuvre a été enregistré la première fois en 1992.

## Historique
En 1862, lorsqu'il résidait à Linz, Bruckner composa son Quatuor à cordes durant sa période d'étude auprès d'Otto Kitzler, en tant que préliminaire à des exercices d'orchestration. Lorsqu'il revit la composition, Kitzler fut peut-être insatisfait par l'anticonformisme du premier rondo. Il suggéra dès lors qu'un nouveau rondo en forme sonate plus traditionnelle serait plus souhaitable. Bruckner répondit à cette requête par la composition d'un nouveau rondo de 40 mesures plus long. Ce nouveau rondo, qui est dans les mêmes tonalité, métrique et forme que le premier rondo, peut par conséquent être considéré comme une variante du premier rondo. Le manuscrit du Rondo en ut mineur, daté du 15 août 1862, fait partie du Kitzler-Studienbuch, une collection d'autographes et de sketches créés par Bruckner durant sa période d'étude auprès de Kitzler.
Comme les autres œuvres composées durant cette période,, le Quatuor et son Rondo additionnel n'ont pas été exécutés ou édités durant la vie de Bruckner, car il considérait ces compositions uniquement comme des études techniques pour la pratique de la forme musicale. Comme ce Rondo n'était pas encore connu au moment où Renate Grasberger édita son catalogue thématique des compositions de Bruckner (WAB), il fut classé comme WAB deest, et ultérieurement comme WAB 208 par l'Österreichische Akademie der Wissenschaften.
Nowak a été autorisé à accéder au Kitzler-Studienbuch, qui était en possession privée, et put ainsi transcrire le Rondo en ut mineur. Le Rondo fut créé le 17 août 1984 à Vienne dans le cadre de la célébration de son quatre-vingtième anniversaire. Nowak publia une édition critique du Rondo en 1985 dans le Volume XII de la Bruckner Gesamtausgabe.

## Composition
L'œuvre de 233 mesures en ut mineur en 2/4 est notée comme Allegro molto moderato. Il n'y figure que peu d'indications de phrasé et la dynamique n'apparaît qu'à quelques points clés. Le Rondo est en sept parties :
- A1 : mesures 1–32
- B1 (Gesanggruppe) : mesures 33–68, mi bémol majeur
- A2 : mesures 69–87
- C : mesures 88–139, la bémol majeur
- A3 : mesures 140–172
- B2 : mesures 173–205, ut majeur
- A4 : mesures 206–233, décoré

Le motif A, qui apparaît à quatre reprises, entoure les trois autres épisodes, le premier desquels a été nommé par Bruckner lui-même  Gesanggruppe. On peut ainsi y reconnaître une convergence vers la forme sonate.

## Discographie
Il n'y a que quelques enregistrements du Rondo en ut mineur : 
- Raphaël Quartet, Bruckner: String Quintet. Rondo. Intermezzo - CD : Globe 5078, 1992
- L'Archibudelli, Anton Bruckner: String Quintet. Intermezzo. Rondo. String Quartet - CD : Sony Classical Vivarte SK 66 251, 1995
- Fine Arts Quartet, 2003. Téléchargement de Classics online; SWR 10241
- Ruysdael Quartet, First Steps - CD : Cobra Records 0032, 2006
- Fine Arts Quartet, BRUCKNER: String Quintet in F Major / String Quartet in C Minor - CD : Naxos 8.570788, 2008
- Quatuor Diotima. Bruckner & Klose String Quartets, Pentatone LC 868, 2024 – avec un premier enregistrement du Thème et variations pour quatuor à cordes, WAB 210

## Sources
- Anton Bruckner: Sämtliche Werke: Band XII/1: Rondo c-Moll, Musikwissenschaftlicher Verlag der Internationalen Bruckner-Gesellschaft, Leopold Nowak (Ed.), Vienne, 1985.
- Anton Bruckner – Sämtliche Werke, Band XXV: Das Kitzler Studienbuch (1861–1863), fac-similé, Musikwissenschaftlicher Verlag der Internationalen Bruckner-Gesellschaft, Paul Hawkshaw et Erich Wolfgang Partsch (Éditeurs), Vienne, 2015
- William Carragan, Anton Bruckner - Eleven Symphonies. Bruckner Society of America, Windsor CT, 2020.  (ISBN 978-1-938911-59-0)